# Eupteryx simplex
Eupteryx simplex är en insektsart som beskrevs av Edwards 1926. Eupteryx simplex ingår i släktet Eupteryx och familjen dvärgstritar. Inga underarter finns listade i Catalogue of Life.